# Annapolis
Pour les articles homonymes, voir Annapolis (homonymie).
La ville d’Annapolis (/ə.ˈnæ.pə.lɪs/) est la capitale de l'État du Maryland, aux États-Unis. Située en bord de mer, sur la baie de Chesapeake, elle fait partie intégrante de la grande agglomération qui regroupe Washington, D.C. et Baltimore, la plus grande ville du Maryland. En 2023, sa population était de 40 552 habitants.
La ville abrite l'académie navale d'Annapolis (en anglais : United States Naval Academy) et le St John's College. Dans cet institut d'enseignement supérieur d'un genre particulier, l'apprentissage est libre, guidé mais non dirigé, basé sur des discussions avec des érudits et sur des recherches et lectures personnelles.
Aujourd'hui, Annapolis est célèbre pour son architecture georgienne et le nautisme à voile dans la baie de Chesapeake.
Il ne faut pas confondre Annapolis avec Annapolis Royal, en Nouvelle-Écosse, fondée à l'origine par Samuel de Champlain sous le nom de Port Royal.

## Géographie
Annapolis se situe sur la rive occidentale de la baie de Chesapeake, à l'embouchure du Severn. Elle se situe à 35 km au sud de Baltimore et à 45 km à l'est de Washington. Elle fait partie de l'aire métropolitaine de Baltimore-Washington.
Selon le Bureau du recensement des États-Unis, la ville a une superficie totale de 20,98 km2. Annapolis se trouve dans la zone climatique subtropicale humide avec des étés chauds et humides, des hivers frais et de généreuses précipitations toute l'année. La faible altitude et la proximité de la baie de Chesapeake donnent à la région des températures printanières et estivales plus modérées et des dépressions hivernales un peu moins extrêmes que celles situées plus à l'intérieur des terres, comme à Washington.

## Histoire
En 1649, des puritains exilés de la Virginie et menés par William Stone (en) fondent la colonie de Providence sur la rive nord de la rivière Severn. Ce n'est qu'en 1694 qu'elle est nommée Annapolis en l'honneur de la princesse Anne, après avoir été d'abord baptisée Providence par ses fondateurs puritains, puis Anne Arundel's Towne en l'honneur de la femme de Lord Baltimore. La ville demeure jusqu'en 1808 un port négrier où les esclavagistes débarquent leurs esclaves, vendus par la suite aux planteurs de tabac ou de coton du Sud. C'est au port d’Annapolis qu'est arrivé l'ancêtre gambien de l’écrivain Alex Haley.
Port de pêche prospère, Annapolis devient la capitale des États-Unis après la signature du traité de Paris en septembre 1783. Néanmoins, la ville ne conserve ce rôle que de manière temporaire, la capitale étant transférée à Trenton en novembre 1784.
Le Congrès a tout de même siégé dans la maison d'État (State House) du 26 novembre 1783 au 3 juin 1784 et c'est donc à Annapolis, le 23 décembre 1783, que le général Washington a donné sa démission en tant que commandant en chef de l'Armée continentale.

### Conférence pour la paix au Proche-Orient
Le 27 novembre 2007 s’est tenue à Annapolis une conférence pour la paix au Proche-Orient à laquelle ont pris part Ehud Olmert et Mahmoud Abbas.

## Politique et administration
La ville est administrée par un conseil de neuf membres, dont le maire, élu pour un mandat de quatre ans.
| Période                                  | Période         | Identité             | Étiquette | Qualité |
| ---------------------------------------- | --------------- | -------------------- | --------- | ------- |
| Les données manquantes sont à compléter. |                 |                      |           |         |
| 1er décembre 1997                        | 3 décembre 2001 | Dean Johnson         | R         |         |
| 3 décembre 2001                          | 7 décembre 2009 | Ellen Moyer (en)     | D         |         |
| 7 décembre 2009                          | 2 décembre 2013 | Josh Cohen           | D         |         |
| 2 décembre 2013                          | 7 décembre 2017 | Mike Pantelides (en) | R         |         |
| 7 décembre 2017                          | en cours        | Gavin Buckley (en)   | D         |         |

## Démographie
| Groupe                           | Annapolis | Maryland | États-Unis |
| -------------------------------- | --------- | -------- | ---------- |
| Blancs                           | 60,1      | 58,2     | 72,4       |
| Afro-Américains                  | 26,0      | 29,4     | 12,6       |
| Autres                           | 9,0       | 3,6      | 6,2        |
| Asiatiques                       | 2,1       | 5,5      | 4,8        |
| Métis                            | 2,6       | 2,9      | 2,9        |
| Amérindiens                      | 0,3       | 0,4      | 0,9        |
| Total                            | 100       | 100      | 100        |
|                                  |           |          |            |
| Hispaniques et Latino-Américains | 16,8      | 8,1      | 16,7       |

Selon l'American Community Survey, pour la période 2011-2015, 80,84 % de la population âgée de plus de 5 ans déclare parler anglais à la maison, alors que 15,45 % déclare parler l'espagnol, 0,53 % le tagalog et 3,09 % une autre langue.

## Transports
Annapolis possède un aéroport (Lee Airport, code AITA : ANP).

## Culture

### Presse écrite
En 1727 naît le bihebdomadaire The Maryland Gazette, puis en 1809 est fondé The Maryland Republican. Le premier quotidien de la ville, The Capital (alors diffusé sous le titre The Evening Capital), paraît en 1884.

## Galerie photographique

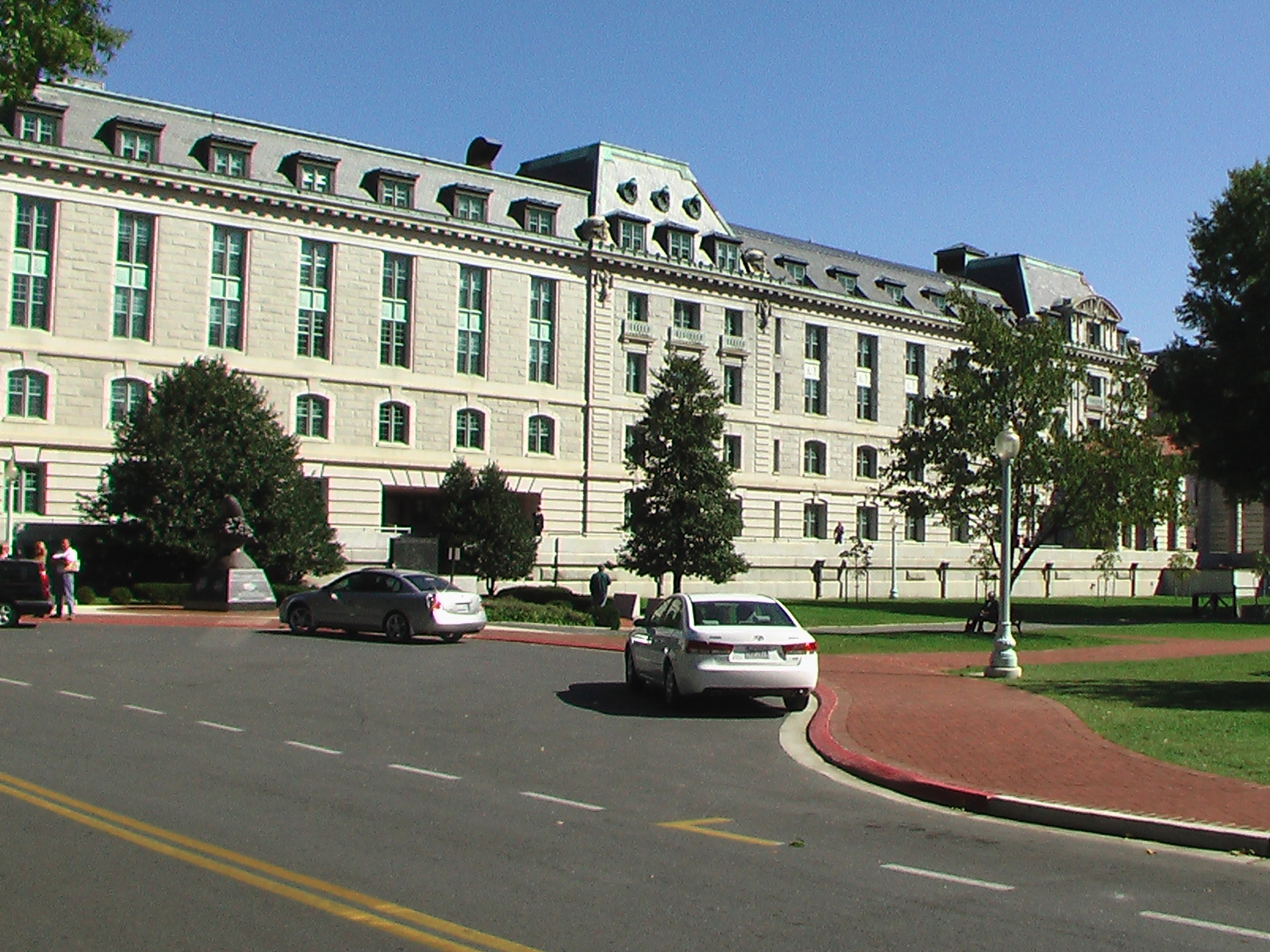
L’académie navale d'Annapolis.
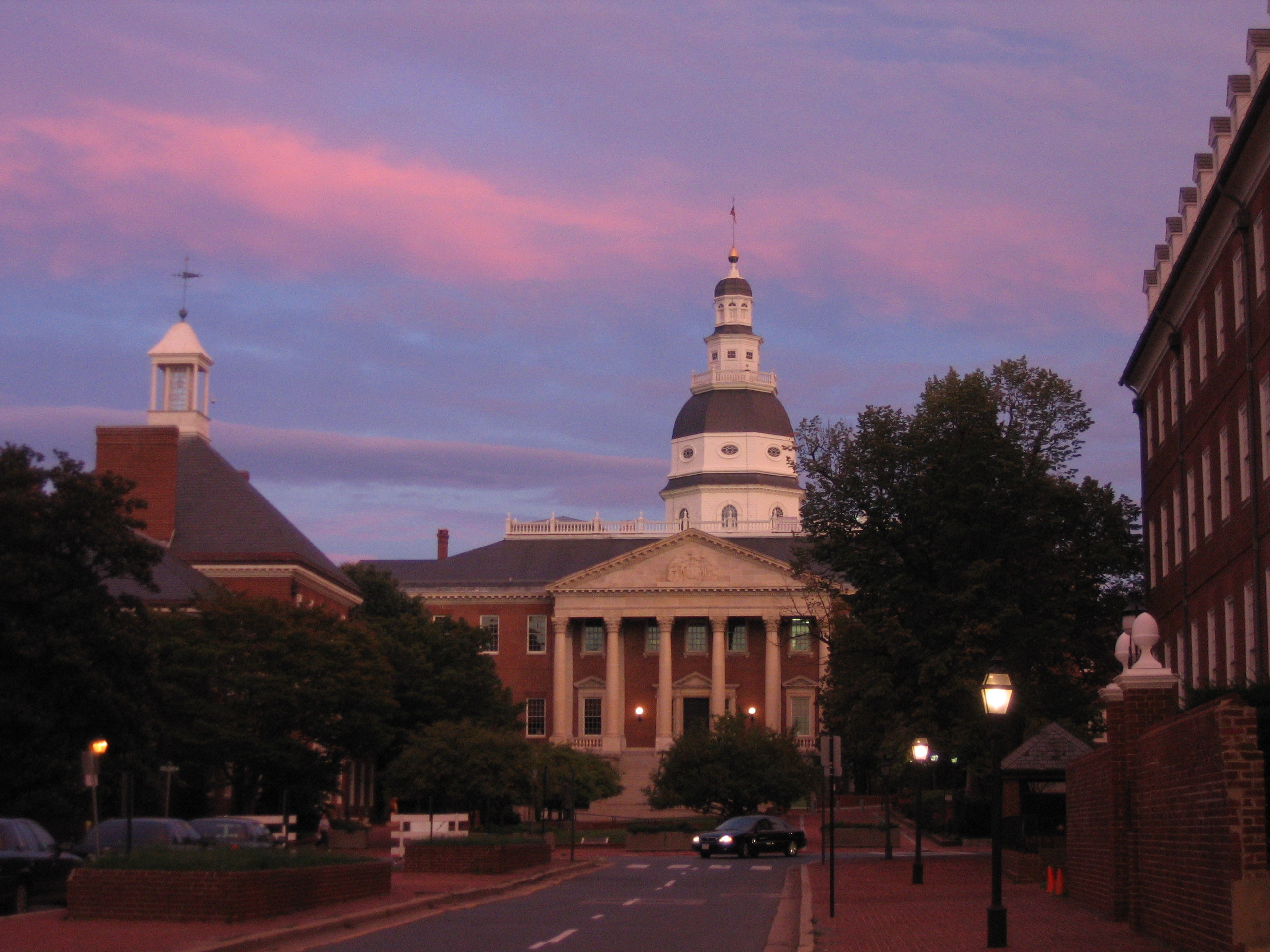
Le capitole d'État du Maryland.
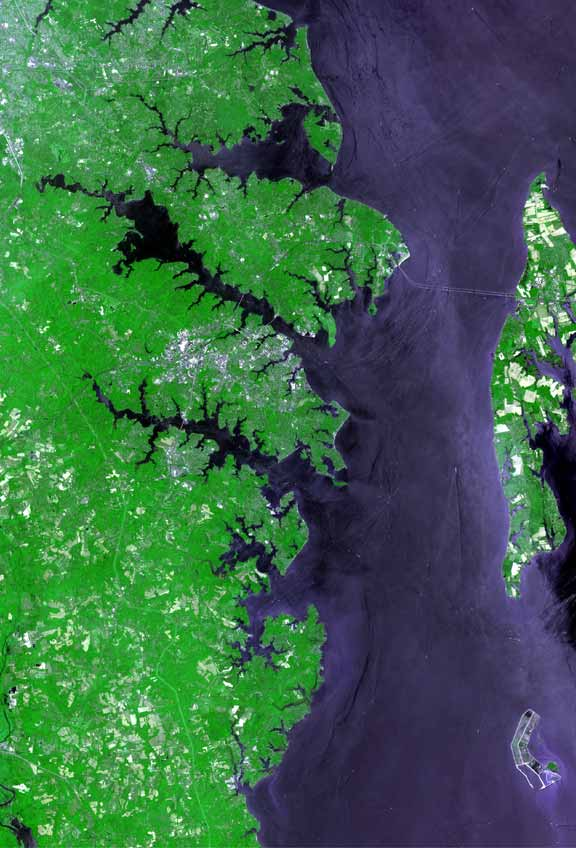
Vue satellitaire d'Annapolis.

## Jumelage
- Annapolis Royal (Canada)
- Tallinn (Estonie)